# Амерички златни вивак
Амерички златни вивак (лат. Pluvialis dominica)  је птица средње величине из породице жалара. Име рода је латинског порекла и значи киша, од речи лат. pluvia, што значи „киша“. Веровало се да се златни вивци окупљају када је киша неизбежна. Име врсте dominica односи се на Санто Доминго, сада Хиспаниола, на Западним Антилима.

## Опис
Амерички златни вивак је 34-28 цм дугачак, 122-194 гр тежак и има распон крила од 65-67 цм.
Амерички златни вивак у гнездећем руху има црно лице, врат, груди и стомак, са белом круном и плаштом који се протеже са стране груди. Леђа су прошарана црно-бело са бледим, златним мрљама. Женка у гнездећем перју је слична, али са мање црне боје. Када имају зимско перје, оба пола имају сиво-смеђе горње делове тела, бледо сиво-смеђе доње делове тела и беличасте обрве. Глава је мала, као и кљун.
Сличан је осталим другим златним вивцима, златном вивку и тихоокеанском златном вивку. Амерички златни вивак је мањи, виткији и релативно дужих ногу од златног вивка лат. Pluvialis apricaria који такође има бело аксиларно (пазушно) перје. Сличнији је  тихоокенаском златном вивку лат. Pluvialis fulva са којим дели сиво аксиларно перје; некада се сматрао истим типом под називом „мали златни вивак“. Тихоокеански златни вивак је виткији од америчке врсте, има краће примаре и дуже ноге, и обично је жуће боје на леђима. У перју за размножавање, амерички златни вивак има црни доњи стомак и подрепак, док тихоокеанск и европски златни вивак имају барем нешто до много беле боје на боковима и подрепу. Међутим, незреле птице често добију само делимично летње перје са непотпуно црном бојом и лакше се могу помешати. Још једна корисна разлика је то што се у јесен, митарење након парења дешава месец дана или више касније код америчког златног вивка (од септембра до октобра, на зимским територијама) него код пацифичког златног вивка (август).

## Дистрибуција
Станиште за гнежђење америчког златног вивка је арктичка тундра у северној Канади (Бафиново острво западно до Јукона и најсевернија Британска Колумбија), као и Аљаска . Гнезде се на земљи на сувом отвореном простору. Миграторне су животиње и зимују на југу Јужне Америке. Прате елиптичну миграциону путању; птице које се крећу северно прелазе кроз Централну Америку од јануара до априла и окупљају се у великом броју на местима попут Илиноиса пре свог коначног кретања на крајњу дестинацију на северу. У јесен бирају источнију руту, летећи углавном преко западног Атлантика и Карипског мора до зимовалишта у Патагонији . Птица има једну од најдужих познатих миграционих рута од преко 40.000 км . Од тога, 3.900 км је изнад отвореног океана где не може да се заустави да се храни или пије. То ради из залиха телесне масти које складишти пре лета.
Редовна је, мада ретка, јесењи мигрант у западној Европи, са типично 20–25 виђења годишње у Великој Британији ; пролећни записи су врло ретки.
Поређење датума и миграционих образаца доводи до закључка да су ескимска царска шљука и амерички златни вивак биле највероватније обалске птице које су привукле пажњу Кристофора Колумба на Америку почетком октобра 1492. године, након 65 дана на мору ван видокруга копна.

## Понашање

### Гнежђење
Ова птица користи удубљења у земљи као гнезда, облажући их лишајевима, травом и лишћем. На местима где се гнезди, веома је територијална, показујући агресију према суседима. Неки амерички златни вивци су такође територијални на својим зимовалиштима.
Амерички златни вивак полаже легло од четири бела до жућкаста јаја која су јако прошарана црним и смеђим мрљама. Јаја обично мере око 48x33 мм. Јаја се инкубирају 26 до 27 дана, при чему мужјак инкубира дању, а женка ноћу. Птићи су већ спремни по излегању, напуштају гнездо у року од неколико сати и хране се сами у року од једног дана.

### Исхрана
Ове птице траже храну у тундри, пољима, плажама и плимним равницама, обично прегледом територије за храњење. Једу копнене глисте, копнене пужеве, инсекте, ларве инсеката, ракове, рибу, бобице и семење.

## Статус
Велики број је устрељен крајем 19. века и популација се никада није у потпуности опоравила.

## Галерија
- Симулира повреду како би заштитила своје пилиће, показујући своја шарена црно-златна леђа; август, Аљаска.
- Свеже младунче на јесењој миграцији, септембар, Торонто .
- Птице које лете први пут на пролећној миграцији могу постати веома истрошене и тупе, без уобичајеног шареног перја; Ејприл, Крив Кер, Мисури .
- Гнездо са четири јаја, Ном, Аљаска .